# Svetla Otsetova
Svetla Otsetova –en búlgaro, Светла Оцетова– (Sofía, 23 de noviembre de 1950) es una deportista búlgara que compitió en remo.
Participó en dos Juegos Olímpicos de Verano en los años 1976 y 1980, obteniendo una medalla de oro en Montreal 1976 en la prueba de doble scull. Ganó cuatro medallas en el Campeonato Mundial de Remo entre los años 1975 y 1979.

## Palmarés internacional
| Juegos Olímpicos   | Juegos Olímpicos          | Juegos Olímpicos  | Juegos Olímpicos |
| Año                | Lugar                     | Medalla           | Prueba           |
| ------------------ | ------------------------- | ----------------- | ---------------- |
| 1976               | Montreal (Canadá)         | Medalla de oro    | Doble scull      |
| Campeonato Mundial |                           |                   |                  |
| Año                | Lugar                     | Medalla           | Prueba           |
| 1975               | Nottingham (Reino Unido)  | Medalla de bronce | Doble scull      |
| 1977               | Ámsterdam (Países Bajos)  | Medalla de plata  | Doble scull      |
| 1978               | Cambridge (Nueva Zelanda) | Medalla de oro    | Doble scull      |
| 1979               | Bled (Yugoslavia)         | Medalla de plata  | Doble scull      |